# Матакаєш – Повуа-де-Санта-Ірія
Матакаєш – Повуа-де-Санта-Ірія – трубопровід у Португалії, який транспортував розсіл для потреб хімічної промисловості.
В 1957 році почав роботу соляний промисел Матакаєш, видачу продукції якого організували до содового завод у в Повуа-де-Санта-Ірія за допомогою розсолопроводу.
У 1976-му ввели в дію новий розсолопровід, що використав менш протяжний маршрут довжиною 52 кілометра.
В 2014-му соляний промисел Матакаєш припинив роботу, при цьому за час його існування видобули 19 млн тонн солі, що транспортувалась у вигляді розсолу насиченістю 311 грам хлориду натрію на літр.